# Euodynerus annulatus
Euodynerus annulatus (лат.) — вид одиночных ос из семейства Vespidae.

## Распространение
Встречаются в Северной Америке: Канада, США, Мексика.

## Описание
Длина переднего крыла самок 8,5—10,5 мм, а у самцов — 8,0—9,5 мм. Окраска тела в основном чёрная с жёлтыми отметинами. Это один из немногих представителей подсемейства Eumeninae (а также Odynerus dilectus), которые строят гнёзда в земле с трубчатым выходом из него (длина такой трубки около 2 см). Для кормления своих личинок добывают в качестве провизии гусениц бабочек из семейств Crambidae, Pyralidae, Noctuidae.